# سیارک ۷۳۰۷۹
سیارک ۷۳۰۷۹ (به انگلیسی: 73079 Davidbaltimore، نامگذاری:2002GX8) هفتاد و سه هزار و هفتاد و نهمین سیارک کشف شده‌است که در ۱۴ آوریل ۲۰۰۲ کشف شد.